# Головні командування Повітряних сил США
Головні командування Повітряних сил США (англ. Major Commands of the United States Air Force) (MAJCOM) — вищі органи військового управління Повітряних сил Сполучених Штатів Америки, що підкоряються штаб-квартирі цього виду Збройних сил США. Організаційно до складу цих головних командувань входять повітряні армії та інші компоненти повітряних сил.

## Сучасні
| Емблема | Головне командування                                       | Дислокація штабу            | Основні завдання |
| ------- | ---------------------------------------------------------- | --------------------------- | --- |
|         | Бойове командування Повітряних сил США                     | Ленглі, Вірджинія           | Повітряний компонент Центрального, Південного, Північного та Стратегічного Об'єднаних Командувань Збройних сил США |
|         | Командування освіти та тренувань Повітряних сил США        | Сан-Антоніо/Рендольф, Техас | Набір, тренування та навчання о/с повітряних сил |
|         | Командування глобальних ударів Повітряних сил США          | Барксдейл, Луїзіана         | Розвиток та підтримка сил ядерного стримування у повній бойовій готовності |
|         | Командування матеріального забезпечення Повітряних сил США | Райт-Паттерсон, Огайо       | Розвиток, тестування, оцінка та матеріально-технічне забезпечення Повітряних сил США в готовності до виконання завдань за призначенням |
|         | Командування резерву Повітряних сил США                    | Робінс, Джорджія            | Забезпечення оперативних спроможностей резервного компоненту Повітряних сил як інтегрованого партнера у будь-якій місії |
|         | Космічне командування Повітряних сил США                   | Петерсон, Колорадо          | Розвиток, підготовка та проведення операцій у космічному просторі; розвиток кібернетичних технологій для військових потреб |
|         | Командування спеціальних операцій ПС США                   | Гарлбарт Філд, Флорида      | ведення спеціальних операцій у глобальному масштабі, від високоточного застосування засобів вогневого ураження до інфільтрації, надання авіаційної підтримки закордонним силам оборони, евакуації, ексфільтрації, поповнення запасів і заправки оперативних елементів сил спеціальних операцій |
|         | Транспортне командування Повітряних сил США                | Скотт, Іллінойс             | Забезпечення мобільності перекидання повітрям військових формувань, а також дозаправлення у повітрі авіації Збройних сил США у глобальному масштабі |
|         | Тихоокеанське командування Повітряних сил США              | Гіккам, Гаваї               | Повітряний компонент Індо-Тихоокеанського Командування Збройних сил США |
|         | Командування ПС США у Європі та Африці                     | Рамштайн, Німеччина         | Повітряний компонент Європейського та Африканського Об'єднаних Командувань Збройних сил США |

## Історичні
| Емблема | Головне командування                                               | Роки існування       |
| ------- | ------------------------------------------------------------------ | -------------------- |
|         | Командування повітряних сил «Аляска»                               | 1945–1990            |
|         | Командування аерокосмічної оборони США                             | 1946–1950; 1951—1980 |
|         | Кібернетичне командування Повітряних сил США                       | 2007–2008            |
|         | Командування зв'язку Повітряних сил США                            | 1943–1991            |
|         | Командування розвідки Повітряних сил США                           | 1948–1993            |
|         | Командування логістики Повітряних сил США                          | 1944–1992            |
|         | Командування систем Повітряних сил США                             | 1950–1992            |
|         | Командування аеродромно-технічного забезпечення Повітряних сил США | 1943–2012            |
|         | Командування тренувань Повітряних сил США                          | 1946–1993            |
|         | Повітряний університет Повітряних сил США                          | 1920–1993            |
|         | Командування повітряних сил «Кариби»                               | 1940–1976            |
|         | Континентальне командування Повітряних сил США                     | 1948–1968            |
|         | Командування електронної безпеки Повітряних сил США                | 1948–1993            |
|         | Штабне командування Повітряних сил США                             | 1985–1994            |
|         | Командування авіаційних перевезень Повітряних сил США              | 1966–1992            |
|         | Командування повітряних сил «Північний Схід»                       | 1950–1957            |
|         | Командування повітряних сил «Тихий океан»                          | 1946–1949            |
|         | Командування спеціальної зброї Повітряних сил США                  | 1949–1952            |
|         | Стратегічне командування Повітряних сил США                        | 1946–1992            |
|         | Тактичне командування Повітряних сил США                           | 1946–1992            |
|         | Командування повітряних сил «Південь»                              | 1940–1976            |